# بیماری سرم
بیماری سرم (انگلیسی: Serum sickness) بیماری حاد و خودبخود محدودشونده‌ای است که به‌علت واکنش‌های آلرژیک در نتیجه تزریق پروتئین خارجی (سرم) یا آلرژن (مانند آنتی بیوتیک) به‌وجود می‌آید.

## علل و علائم
درگذشته اغلب تزریق سرم تهیه شده از پلاسمای حیواناتی مانند اسب جهت درمان برخی بیماری‌ها (مانند سرم دیفتری یا کزاز) عامل اصلی بروز بیماری بود ولی امروزه نقش داروها پررنگ‌تر است. برخی از داروهای موجب بروز این بیماری عبارتند از: آلوپورینول، باربیتورات، کاپتوپریل، پنی‌سیلین، سفالوسپورین‌ها، بروفن، گریزئوفولوین و کینیدین. علائم بیماری عبارتند از: راش، خارش، تب، درد مفاصل، لنفادنوپاتی، پروتئینوری و بی‌حالی.

## تشخیص
تشخیص بر اساس سابقه ی تماس با عامل ایجاد کننده ، علائم بالینی و بررسی های آزمایشگاهی مثل کاهش سطح پلاسمایی پروتئین کمپلمان C3 و C4 و وجود کمپلکس ایمنی در گردش خون به اثبات می رسد.
تهیه یه شرح حال دارویی دقیق از بیمار میتواند کمک کننده باشد.

## درمان
بیماری سرم یک بیماری خود محدود شونده است که ظرف ۱-۲ هفته بهبود می یابد.
برای درمان علامتی میتوان از آنتی هیستامین برای کنترل خارش و از  داروهای ضد التهاب غیر استروئیدی  برای کنترل تب  و درد مفاصل استفاده کرد. از پردنیزولون در موارد شدید بیماری استفاده می شود.

## پیشگیری
اجتناب از آنتی‌توکسین‌هایی که می‌توانند باعث بیماری سرم شوند بهترین راه جلوگیری از این وضعیت است. البته گاهی اوقات مزایای آن‌ها بیشتر از خطر نیش یا گزش تهدید کننده حیات است، ممکن است به عنوان پیشگیری، همراه با آنتی توکسین از آنتی هیستامین یا کورتیکواستروئید استفاده شود. با انجام تست پوستی می‌توان افراد   در معرض خطر را شناسایی کرد.